# Маркем (гора)
Маркем (англ. Mount Markham) — гора в Антарктиді, найвища вершина хребта Королеви Єлизавети в Трансантарктичних горах. Її висота становить 4350 м над рівнем моря.

## Географія
Гора розташована у Східній Антарктиді, на Території Росса, в хребті Королеви Єлизавети (Берег Шеклтона), який є складовою частиною Трансантарктичних гір, приблизно за 175 км на північ — північний захід від гори Кіркпатрик (4528 м), та за 148 км на північний-захід від гори Елізабет (4480 м).
Гора Маркем являє собою гірський масив довгастої форми, з двома вираженими вершинами: «Головною» (4350 м), розташованою за 1,6 км на північ — північний захід від «Суб-піка Маркем» (82°52′ пд. ш. 161°23′ сх. д. / 82.867° пд. ш. 161.383° сх. д., 4280 м).
Гірський масив був відкритий в ході другої Британської антарктичної експедиції (експедиція «Діскавери») 1901–1904 років під керівництвом капітана Роберта Скотта і був названий на честь президента Королівського географічного товариства сера Клементса Маркема, який був головним ініціатором цієї експедиції і всіляко її підтримував.